# Argyle (Metro de Chicago)
Argyle es una estación en la línea Roja del Metro de Chicago. La estación se encuentra localizada en 1118 West Argyle Street en Chicago, Illinois. La estación Argyle fue inaugurada el 16 de mayo de 1908.  La Autoridad de Tránsito de Chicago es la encargada por el mantenimiento y administración de la estación. La estación se encuentra dentro del Distrito histórico de la Calle West Argyle en el barrio de Uptown en Chicago.

## Descripción
La estación Argyle cuenta con 1 plataforma central y 4 vías. 

## Conexiones
La estación es abastecida por las siguientes conexiones: 
- Rutas del CTA Buses: #36 Broadway #84 Peterson #136 Sheridan/LaSalle Express